# Багноватка
Багноватка, Багнуватка (пол. Bachnowatka) — гірський потік в Україні, у Самбірському районі Львівської області у Галичині. Правий доплив Завадки, (басейн Дністра).

## Опис
Довжина потоку приблизно 5,90 км, найкоротша відстань між витоком і гирлом — 4,78 км, коефіцієнт звивистості потоку — 1,23. Формується багатьма безіменними гірськими струмками. Потік тече у межах Стрийсько-Сянської Верховини (частина Українських Карпат).

## Розташування
Бере початок на південно-західних схилах плоскогір'я Припір (1068 м). Тече переважно на південний захід через село Багнувате і у селі Риків впадає у річку Завадку, праву притоку Стрию.